# Franciscus van den Enden

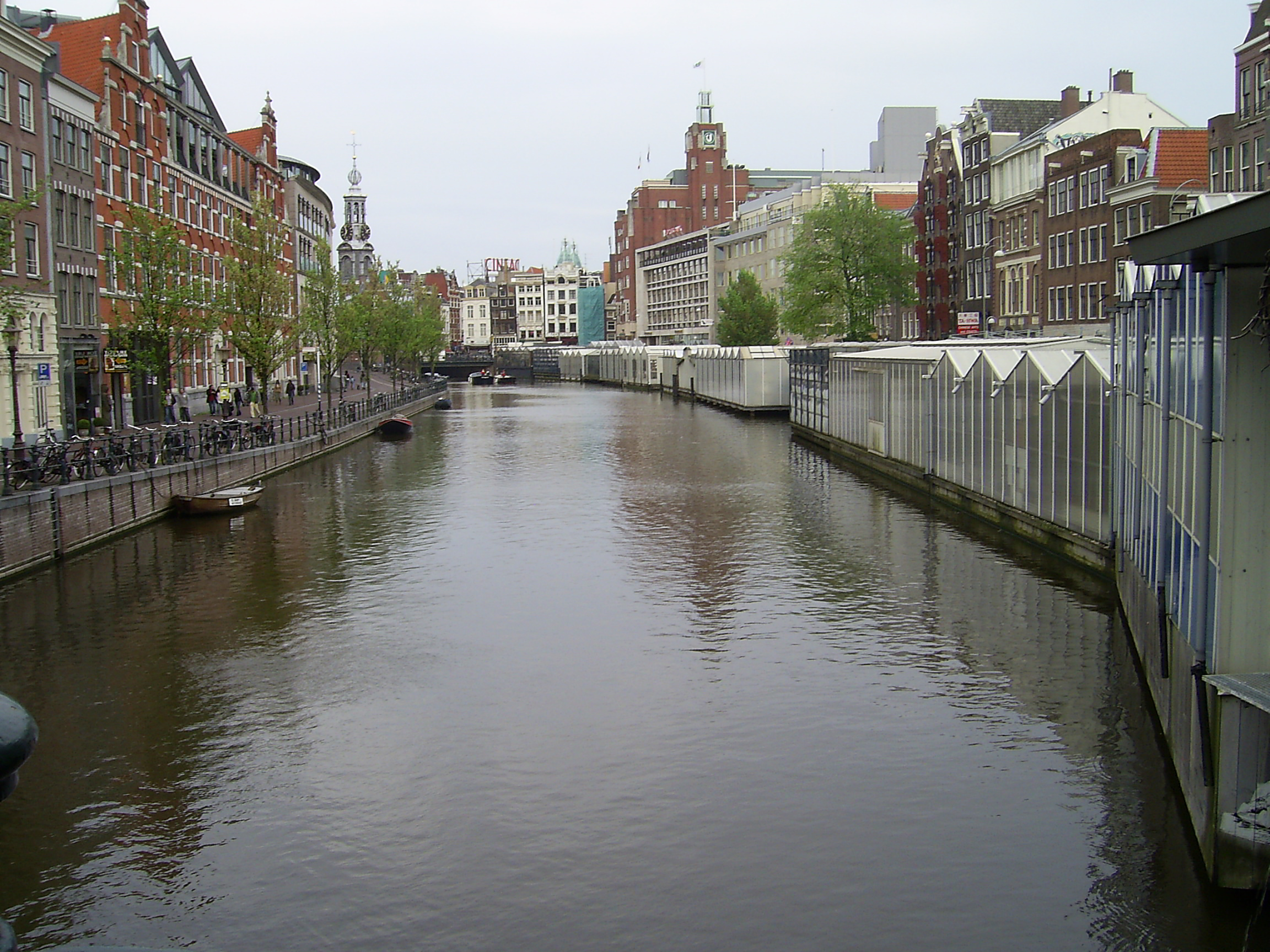
El Singel, canal de Ámsterdam, ciudad holandesa donde van den Enden creó su famosa academia latina

Franciscus van den Enden, también conocido como van den Ende, van den Eijnde o van den Eijnden, latinizado como Affinius, (Amberes, 5 de febrero de 1602-París, 27 de noviembre de 1674) fue un filósofo, político, marchante de arte, médico, poeta neolatino y escritor nacido en los Países Bajos Españoles, famoso maestro e inspirador del filósofo del racionalismo Baruch Spinoza, precursor de la Ilustración y de la Revolución Francesa.

## Biografía
Segundo hijo de una familia de tejedores. Estudió filosofía y filología clásica, fue alumno de agustinos y de jesuitas y enseñó en diversos colegios de los Países Bajos españoles. Desde 1629 empezó a estudiar teología con los jesuitas en Lovaina, pero fue expulsado del noviciado de la Compañía de Jesús en 1633 (al parecer lo pillaron in fraganti con la mujer de un oficial de caballería). Escribió después diversos poemas neolatinos para dos obras del agustino español Bartolomé de los Ríos y Alarcón (el Phoenix Thenensis y la Hierachia Mariana) y se dedicó a comerciar con cuadros junto con su hermano Martinus van den Enden, editor de los grabados de Pedro Pablo Rubens y Anthony van Dyck. En 1640 se casó con Clara Maria Vermeeren con quien tuvo dos hijas, Clara Maria y Margaretha Aldegondis, y luego a las gemelas Anna y Adriana Clementhina, bautizadas en 1648 en la catedral de Posthoorn. Ya en 1645 la familia se había instalado en Ámsterdam.
Al parecer obtuvo por entonces un título de medicina. Quebró el negocio del arte y desde 1652 se dedicó a la enseñanza de la lengua latina, donde su amplio dominio de esta, hizo que colocara una academia en Singel. Sus alumnos interpretaron varias obras clásicas en el teatro de Ámsterdam y también una pieza en latín escrita por él mismo, Philedonius (1657). A fines de la década de 1650, el famoso filósofo Baruch Spinoza, Romeyn de Hooghe y el anatomista Theodor Kerckring eran alumnos en su escuela; Spinoza se confesó siempre discípulo de su pensamiento en lo político y en su inclinación al panteísmo. Por entonces van den Enden se forjó fama de libertino librepensador y descreído, como su propio lema indicaba: Intus ut libet, foris ut moris est (significa: «Interiormente pensar lo que se quiera, en lo externo obedecer la costumbre»). En 1662, publicó Kort Verhael van Nieuw-Nederlants / Breve reseña de Nueva Holanda, un texto utópico en que propuso crear en Delaware (América del Norte) una colonia cooperativa igualitaria, antiesclavista y tolerante en lo religioso. En 1665 divulgó además sus Vrye Politijke Stellingen / Propuestas políticas libres, donde defendía la democracia, desarrollaba el concepto de soberanía popular y se preconizaba que el estado debía atender las necesidades sociales y educativas. En ese mismo año estalló la Segunda Guerra Anglo-Holandesa y escribió una célebre Epístola a Jan de Witt para proponer la venta de un arma naval secreta al ejército holandés en ese conflicto. 
Sin embargo tantas ideas y tan avanzadas, su sospechosa irreligión y la inseguridad sobre su filiación política hicieron que fuera catalogado como corruptor de la sociedad y pernicioso para Ámsterdam, por lo que tuvo que marchar a París en 1671. Allí fundó una especie de academia-pensionado para genios en la que residieron durante una época los mismísimos Antoine Arnauld y Leibniz; este último lo citó en su Monadología. Ese lugar se convirtió en el faro intelectual de los libertinos y también ejerció influjo sobre el jansenismo. Pero van den Enden fue apresado, acusado de participar en la conspiración del caballero Louis de Rohan contra Luis XIV (en ella pretendía independizar Normandía y asesinar al rey), y posteriormente interrogado y torturado. Fue ahorcado frente a la Bastilla el 27 de noviembre de 1674. Tenía setenta y dos años, y en su interrogatorio del 21 de noviembre de 1674 había declarado que:
Había tres tipos de repúblicas, a saber, la de Platón, la de Grocio y llamada (u)tópica de Moro y que él había emprendido realizar una cuarta y que la había propuesto a los Estados de Holanda, para realizar una nueva Holanda en América.

## Obras
- Philedonius (1657)
- Kort Verhael van Nieuw Nederland (1662)
- Vrije Politike Stellingen / Instituciones políticas libres (1665)